# Woodiphora unilineata
Woodiphora unilineata är en tvåvingeart som beskrevs av Borgmeier 1967. Woodiphora unilineata ingår i släktet Woodiphora och familjen puckelflugor. Inga underarter finns listade i Catalogue of Life.